# 康熙岭站
康熙岭站位于广西壮族自治區欽州市欽南區康熙岭镇，因修建鐵路南防線竣立此站，現在為四等站，由南寧铁路局管辖，距南寧站142km，距防城港站41km，屬電氣化区間。

## 业务办理
客运办理仅旅客旅客乘降业务。货运业务办理整车货物到发。